# 卢佩尔舒斯
卢佩尔舒斯（法語：Loupershouse，法語發音：[lupɛʁʃuz]；洛林法兰克语：Luperschhuse）是法国摩泽尔省的一个市镇，位于该省东部，属于萨尔格米讷区。

## 地理
卢佩尔舒斯（49°4'52"N, 6°54'49"E）面积7.73 平方千米，位于法国大東部大區摩泽尔省，该省份为法国东北部内陆省份，是洛林的一部分，西南接默尔特-摩泽尔省，东临下莱茵省，北与卢森堡和德国接壤。
与卢佩尔舒斯接壤的市镇（或旧市镇、城区）包括：卡佩勒、迪布兰、法尔什维莱尔、盖伯努斯、奥斯特、皮特朗日欧拉克。
卢佩尔舒斯的时区为UTC+01:00、UTC+02:00（夏令时）。

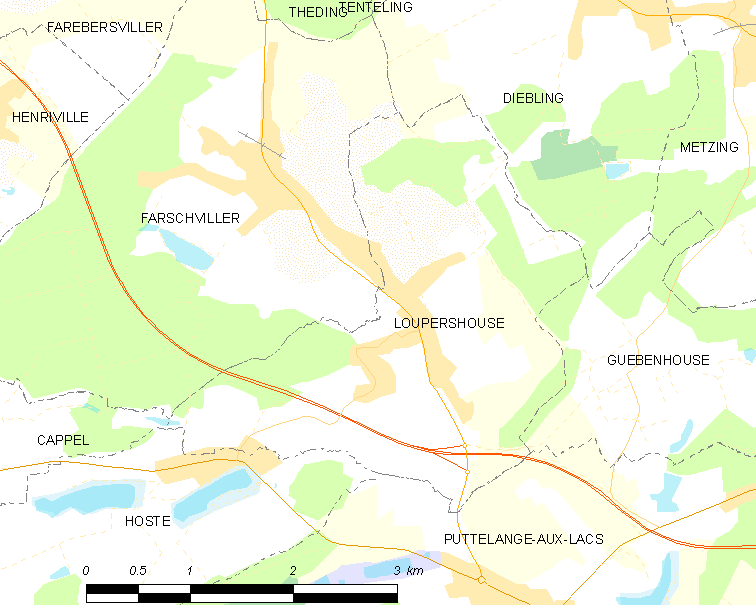
卢佩尔舒斯的OSM定位图

## 行政
卢佩尔舒斯的邮政编码为57510，INSEE市镇编码为57419。

## 政治
卢佩尔舒斯所属的省级选区为萨拉尔布县。

## 人口

1962-2008年间卢佩尔舒斯人口变化图示

卢佩尔舒斯于2022年1月1日时的人口数量为899人。